# 另一個你
《另一個你》 (英語：Doppelgänger) 是由美國創作歌手約書亞·巴賽特演唱，由華納唱片於2022年2月25日發行的單曲。

## 創作背景
歌曲被指「最私人的作品之一」，靈感取自巴賽特生活中的一個真實事件。
|                 |  |  |
| ——約書亞·巴賽特 |  |  |

不少媒體猜測歌曲創作背景是受他的緋聞女友奧莉維亞·羅德里戈啟發，也有猜測歌曲可能與莎賓娜·卡本特有關。

## 製作名單
- 約書亞·巴賽特 - 人聲、和聲、詞曲創作、電子琴、打擊樂器
- 戴維斯·奈什 - 詞曲創作、製作人、合成貝斯、電子琴、美樂特朗電子琴、打擊樂器、鋼琴
- 伊爾西·朱伯 - 詞曲創作
- 乍得·科佩林 - 電子琴、音訊工程
- 戴爾·貝克爾 - 母帶
- 赫克托·維加 - 母帶
- 傑西·辛格 - 貝斯、打擊樂器
- 傑里米·莫斯特 - 原聲吉他、電結他

## 榜單表現
| 榜單 (2022)           | 最高排名 |
| --------------------- | -------- |
| 紐西蘭熱門單曲 (RMNZ) | 31       |